# بال بانغ
بال بانغ هو مهندس معماري داخلي وفنان مقيم في لندن، المملكة المتحدة. هو مؤسس شركة التصميمات الدولية الأخرى. قامت شركته بتنفيذ مشاريع في هونغ كونغ والمملكة المتحدة.
بانغ هو أيضًا زميل في الجمعية الملكية للفنون. وهو أيضًا موسيقي وقد أصدر مؤخرًا ألبومات موسيقية. 

## النشأة والوظيفة
حصل بانغ على درجة البكالوريوس في التصميم الداخلي من معهد سوري للفنون، الآن معهد جامعة الفنون الإبداعية. 
بعد التخرج، عاد إلى هونغ كونغ وبدأ التصميم الداخلي لـمركز تسوق في متجر بيع تجزئه في عام 2001، أسس شركة للتصميم الداخلي، بال بانغ للعمارة الداخلية، والتي تُعرف الآن باسم التصميمات الدولية الأخرى.
في عام 2003، عمل يانغ في أول مشروع له مع ماديا، وهي مجموعة مجوهرات مقرها في هونغ كونغ، حيث استخدم مصابيح ثنائي باعث للضوء والفولاذ المقاوم للصدأ والزجاج لزيادة رؤية الماس في المتجر. بعد الانتهاء من المشروع الأول، عمل بانغ في العديد من متاجر التجزئة الأخرى مع ماديا. 
في عام 2012 ، حصل على جائزة التصميم أ الإيطالية والمسابقة عن عمله القمة الذي حول فيه شقة على طراز هونغ كونغ إلى جناح رئاسي صغير. استخدم في العمل الخشب والأقمشة المختلفة لإعطاء تفاصيل فنية وتأثيرات ضوئية والتي أصبحت فيما بعد النموذج القياسي لأثاث المنزل الفاخر.
في عام 2014 ، انتقل إلى المملكة المتحدة حيث أسس الاستوديو الخاص به.
في عام 2019، اختيرت أعمال التجديد التي قام بها والتي حولت شقة بنتهاوس فاخرة في محطة الطاقة باترسي، لندن لجوائز لندن المعمارية للعام للتصميم المعماري. استخدم بانغ في تصميمه الأثاث الإيطالي المصنوع حسب الطلب والأعمال الفنية الأصلية ومبادئ فنغ شوي.
صمم بانغ أيضًا صالات عرض جاكوار حيث استخدم فيها المساحات المظلمة واللمسات النهائية غير اللامعة لإخراج الضوء من السيارات.

## ببليوجرافيا
- Pang, Pal (2010). Design of Faith and Devotion
- Pang, Pal; Cobanli, Onur Mustak; Valsecchi, Simone (2013). Big ideas for small spaces-Grandi progetti per piccolo spaz

## التسجيلات
- القيادة في النفق
- ارفع إلى الطابق السفلي

## الجوائز
- جائزة التصميم الداخلي من سي إن بي سي اسيا جوائز باسيفيك العقارية (2008)
- جائزة الملكية البيئية من معهد هونغ كونغ للمساحين (2008)
- جائزة التصميم الداخلي في جوائز عقارات بلومبرج آسيا والمحيط الهادئ (2010).